# Montenegro (Faro)
Montenegro ist eine Gemeinde an der Algarve im Süden Portugals. Sie gehört zum Stadtgebiet der Distrikthauptstadt Faro und entwickelt sich immer weiter zu einem Wohnviertel Faros.
Der Fichtenwald Pinhal de Gambelas liegt im Gemeindegebiet. Jährlich im Juli findet hier seit 1980 das Motorradtreffen von Faro statt, das mit mehreren zehntausend Besuchern als das größte Europas gilt.
Auch der Flughafen Faro und der Campus Gambelas der Universität der Algarve liegen ganz oder teilweise im Gemeindegebiet Montenegros.

## Geschichte
Die Ortschaft entstand am Rande der Stadt Faro, als Fischer hier Anfang des 20. Jahrhunderts feste Unterkünfte bauten, um fortan bereits von hier aus ihre Fänge in Faro zu verkaufen.
Die Gemeinde Montenegro wurde am 12. Juli 1997 neu geschaffen, durch Ausgliederung von Gebieten der Stadtgemeinden Sé und São Pedro.

## Verwaltung
Montenegro ist eine Gemeinde (Freguesia) im Kreis (Concelho) von Faro im Distrikt Faro. Auf einer Fläche von 21 km² leben hier 8613 Einwohner (Stand 19. April 2021).
Die Gemeinde besteht aus zwei Ortsteilen:
- Arábia
- Montenegro (Faro)